# جدال (فیلم ۱۳۶۴)
جدال فیلمی به کارگردانی و نویسندگی محمدعلی سجادی محصول سال ۱۳۶۴ است.

## خلاصه داستان
در روزهای انقلاب مردی زخمی به خانه دختری جوان به نام روجا، که با مادر نابینایش زندگی می‌کند، پناه می‌برد. پدر روجا در مبارزه با مأموران حکومت کشته شده‌است و روجا تصور می‌کند که مرد زخمی قاتل پدرش را از پا درآورده است، اما هنگامی که در می‌یابد مرد زخمی سارقی حرفه‌ای است و در درگیری با همدستانش زخمی شده خشمگین می‌شود. مرد غریبه خانه آن‌ها را ترک می‌کند و در جدال با همدستان سابقش با سرنوشت دیگری رو به رو می‌شود، و زمانی که با بدن زخمی به سراغ روجا می‌رود خانه را در مرگ او، که در درگیری خیابانی کشته شده، عزادار می‌بیند.

## بازیگران
- مهدی فخیم‌زاده
- عنایت‌الله بخشی
- محبوبه بیات
- فاطمه معتمدآریا
- کاظم افرندنیا
- میرمحمد تجدد
- سیامک اطلسی
- پریدخت اقبال‌پور
- روح‌انگیز مهتدی
- مهدی میامی
- منوچهر افسری
- حسین اسدی
- محرم بسیم
- عرش پورزارعی